# NGC 2223
NGC 2223 est une galaxie spirale barrée située dans la constellation du Grand Chien. NGC 2223 a été découverte par l'astronome britannique John Herschel en 1835.

## Caractéristiques
Sa vitesse par rapport au fond diffus cosmologique est de 2 838 ± 9 km/s, ce qui correspond à une distance de Hubble de 41,9 ± 2,9 Mpc (∼137 millions d'al).
À ce jour, 14 mesures non basées sur le décalage vers le rouge (redshift) donnent une distance de 30,064 ± 12,822 Mpc (∼98,1 millions d'al), ce qui est à l'intérieur des valeurs de la distance de Hubble. Notons cependant que c'est avec la valeur moyenne des mesures indépendantes, lorsqu'elles existent, que la base de données NASA/IPAC calcule le diamètre d'une galaxie et qu'en conséquence le diamètre de NGC 2223 pourrait être d'environ 47,6 kpc (∼155 000 al) si on utilisait la distance de Hubble pour le calculer.
La classe de luminosité de NGC 2223 est II et elle présente une large raie HI.

## Supernova
La supernova SN 1993K a été découverte le 28 mars 1993 dans NGC 2223 par A. Williams de L'université d'Australie-Occidentale et par R. Maartin de l'observatoire de Perth. Cette supernova était de type II.